# Anthony Harris
Anthony Harris (24 de diciembre de 1981) es un jugador profesional de fútbol americano juega la posición de defensive tackle para Chicago Slaughter en la Indoor Football League. Firmó como agente libre para Rock River Raptors en 2005. Jugó como colegial en Western New Mexico.
También participó en Carolina Panthers, New York Jets de la National Football League, Milwaukee Iron en la Arena Football League y California Redwoods de la United Football League.

## Estadísticas UFL
| Temporada | Año | Tkl | Ast | Tot | Sck | Yds | FF |
| --------- | --- | --- | --- | --- | --- | --- | -- |
| 2009      | CAR | 0   | 1   | 0.5 | 0.0 | 0   | 0  |